# 4742 Caliumi
4742 Caliumi је астероид главног астероидног појаса са средњом удаљеношћу од Сунца која износи 2,409 астрономских јединица (АЈ).
Апсолутна магнитуда астероида је 13,3.